# 목욕탕집 남자들
《목욕탕집 남자들》 (목욕탕집 男子들)은 1995년 11월 18일부터 1996년 9월 1일까지 방영된 한국방송공사 주말연속극이다.

## 기획 의도
30여 년 간 대중 목욕탕을 업으로 살아온 할아버지와 남자들의 이야기와 대가족과 대부부 간의 삶의 애환을 그린 드라마.

## 등장인물

### 김복동 부부
- 이순재 : 김복동 역 - 할아버지, 목욕탕 주인
- 강부자 : 이기자 역 - 할머니, 목욕탕 주인의 아내

### 김봉수 가족
- 장용 : 김봉수 역 - 김복동의 장남, 보일러 업체 사장
- 고두심 : 장영자 역 - 김복동의 맏며느리, 전업주부
- 배종옥 : 김윤경 역 - 김봉수의 장녀, 번역가
- 김상중 : 강호준 역 - 김봉수의 맏사위, 여행사 운영
- 도지원 : 김은경 역 - 김봉수의 차녀
- 윤다훈 : 이몽룡 역 - 김봉수의 둘째 사위, 대기업 사원
- 김희선 : 김수경 역 - 김봉수의 삼녀, 음반사 프로듀서
- 김호진 : 김민기 역 - 김봉수의 막내사위, 대학원생
- 정준 : 김지환 역 - 김봉수의 외아들, 장손

### 김희수 가족
- 남성훈 : 김희수 역 - 김복동의 차남, 은행 지점장
- 윤여정 : 노혜영 역 - 김복동의 둘째 며느리
- 이진우 : 김동환 역 - 김희수의 아들, 원손(적손). 회사원. 인도 지사 파견. (중도하차)
- 김선민 : 신정화 역 - 김희수의 며느리, 전업주부

### 김복희 가족
- 양희경 : 김복희 역 - 김복동의 막내딸 (참고로 극중 요리 실력은 12살연하 띠동갑의 백종원 수준 노래 실력은 친언니인 양희은 수준임)
- 송승환 : 염병렬 역 - 김복동의 사위, 산부인과 의사. 의학박사 및 의과대학 겸임교수. 제주도 제주 출생.

### 김민기 가족
- 김세윤 : 김세윤(민기 부) 역 - 건설회사 사장
- 정영숙 : 천재분(민기 모) 역 - 44화 수경이와 민기 통화 중 서로 엄마의 이름을 말하는 장면이 있었음.

### 그 외 인물
- 서권순 : 박 마담 역 - 전통 찻집 황토길 마담
- 이윤수 : 조지나 역 - 수경의 초등 동창
- 김여랑 : 조여래 역 - 지나의 여동생
- 선우재덕 : 이대원 역 - 몽룡의 형
- 이종남 : 몽룡의 형수역
- 양택조 : 복동의 친구 홍길수 역
- 양영준 : 복동의 친구 양상준 역
- 이배국 : 정화의 오빠 역
- 장정희 : 정화의 손윗올케 역
- 손호균 : 천상규 역
- 한진희 : 한대희 역. 치과 전문의 및 치의학 박사. 치과 개업의원 원장 겸 치과대학 겸임교수.
- 하다솜 : 한대희 원장의 겸임교수 출강 치과대학 치대생 여제자
- 김지영 : 염병렬 산부인과 간호사
- 이재연
- 한상미
- 현숙희
- 김동완
- 맹호림
- 김정
- 정은수
- 서영애
- 이경영
- 배윤진
- 신동일
- 김일란
- 송희남
- 최용욱
- 방희
- 양재원

## 주제가 및 OST
1.주제가
- 제목:목욕탕집 남자들
- 작사:양인자
- 작곡:김희갑
- 노래:운수대통

2.OST
- OST 전곡 작사:양인자
- OST 전곡 작곡:김희갑

## 시청률
- 1996년 4월 16일 주간 시청률 1위를 차지한 이후, 종영까지 줄곧 시청률 1위 자리를 유지하였다.[1]
- 1996년 7월 21일, 시청률 50%를 돌파하였다.[2]
- 최고 시청률은 1996년 8월 25일에 기록한 53.4%이다.

## 결방
- 1996년 5월 19일 : 7시부터 96 K리그 <부천 유공 VS 전남 드래곤즈> 중계 편성 때문에[3] <슈퍼선데이>는 5시부터 1~2부 연속 편성됐고 이 때문에 <TV쇼 진품명품>과 동시 결방

## 연장
- 1996년 5월 17일 : 목욕탕집 남자들 방영 분량이 50부작에서 33회 연장되어 83부작으로 변경 및 확정되었다.[4]
- 당초 1996년 6월 말 종영 예정이었으나 2달 연장된 9월 초에 막을 내렸으며 이 때문에 이순재와 배종옥이 1996년 8월 19일 시작된 KBS 2TV 일일극 <원지동 블루스>에 겹치기 출연을 해야 했다.[5]

## 수상
- 1996년 KBS 연기대상 대상 강부자
- 1996년 KBS 연기대상 여자 우수연기상 김희선
- 1996년 KBS 연기대상 공로상 이순재
- 1996년 KBS 연기대상 특별상
- 1996년 제 32회 백상예술대상 TV부문 여자 신인연기상 김희선
- 1997년 제 24회 한국방송대상 여자 탤런트상 강부자

## 참고 사항
- <연인> 이후 두 번째로 KBS 주말연속극의 외부 제작 드라마였으며, 담당 PD 정을영은 1993년 종영된 사랑을 위하여 이후 두 번째로 주말극 연출을 맡았다.
- 현직 국회의원이면서 총선 출마를 포기했던 이순재와 강부자가 나란히 드라마에 출연하여[6] 화제를 모았다.
- 당초 1995년 11월 4일 첫 방영 예정이었으나 드라마 제작국의 촬영과 스튜디오 조정팀이 <목욕탕집 남자들>이 외주 프로그램이란 이유로 참여를 거부해 왔다.[7] 이 때문에 KBS는 52부작이었던 <젊은이의 양지>를 4부 늘린 56회(1995년 11월 12일)로 막을 내렸고 해당드라마는 1995년 11월 18일로 첫 회가 변경됐다.
- 김희선은 대사를 제대로 하지 못한다는 이유로 작가 김수현이 강력하게 교체를 요구하는 바람에 중도탈락 일보 직전까지 가기도 했다.[8]
- 1996년 4월 27일 방영분에서 김동환(이진우 분)이 인도로 전근 부임을 가게 된다는 소식을 들은 김동환의 가족들이 인도를 폄하하는 대사를 낸 것이 결국 문제가 되어서 인도 대사관으로부터 항의를 받았다. 이에 따라 1996년 5월 11일 방영분에서는 김동환의 가족들이 동환의 편지를 받고 "인도가 괜찮은 나라더라."라며 해명하는 장면이 방영되었다.[9][10]
- 성과 관련된 내용을 선정적으로 묘사하고 성을 상품화하는 내용을 방영한 것이 문제가 되어 방송위원회로부터 중징계를 받기도 했다.[11]
- 남성 중심 사회에서 겪는 고통을 여성들의 말과 행동으로 표출하여, 여성 시청자들의 대리만족을 느끼게 해 주었다는 긍정적인 평가가 있었다.[12]
- 신세대와 기성세대의 충돌과 화합을 통해 세상의 따스함을 보여줬다는 호평과 함께 시청률 1위 행진을 거듭했다. 해당 드라마의 인기로 연극배우 출신 김상중이 무명을 탈출하였고, 김희선은 톱탤런트로서의 위치를 다졌다. 또한, 주제가를 부른 그룹 '운수대통'은 데뷔 앨범을 내면서 가수로 나섰다.[13]
- 엄청난 인기로 인해 대부분의 출연진들이 극중 커플 컨셉으로 10여 편의 CF를 촬영하였으며 이는 단일드라마로서 사상 최고치의 기록이었다.[14]
- 극 중 장용이 부른 최백호의 '낭만에 대하여'가 선풍적인 인기를 끌었다. 이 곡은 1994년 발표 당시 별다른 반응을 얻지 못하였다가 드라마에 삽입된 지 2달 만에 레코드 20만 장이 팔렸으며, 아직까지도 중장년층에게 사랑을 받고 있는 노래이다.[15]